# Vändra vald
Vändra vald was een gemeente in de Estlandse provincie Pärnumaa. De gemeente had 2649 inwoners (1 januari 2017) en besloeg een oppervlakte van 641,8 km². In 2017 ging de gemeente op in de fusiegemeente Põhja-Pärnumaa.
De gemeente bestond sinds de fusie met Kaisma in 2009 uit 43 dorpen (zeven behoorden er voordien tot Kaisma) en werd als zogenaamde "ringgemeente" (rõngasvald) bestuurd vanuit Vändra, dat zelf niet tot het grondgebied van de landgemeente behoorde. De grootste dorpen waren Vihtra, Pärnjõe, Suurejõe, Kergu en Kadjaste.
In Kurgja bevindt zich een museumboerderij die is gewijd aan Carl Robert Jakobson (1841-1882): hij was een van de voormannen van de Estische nationale beweging in de 19de eeuw en woonde hier het laatste deel van zijn leven.

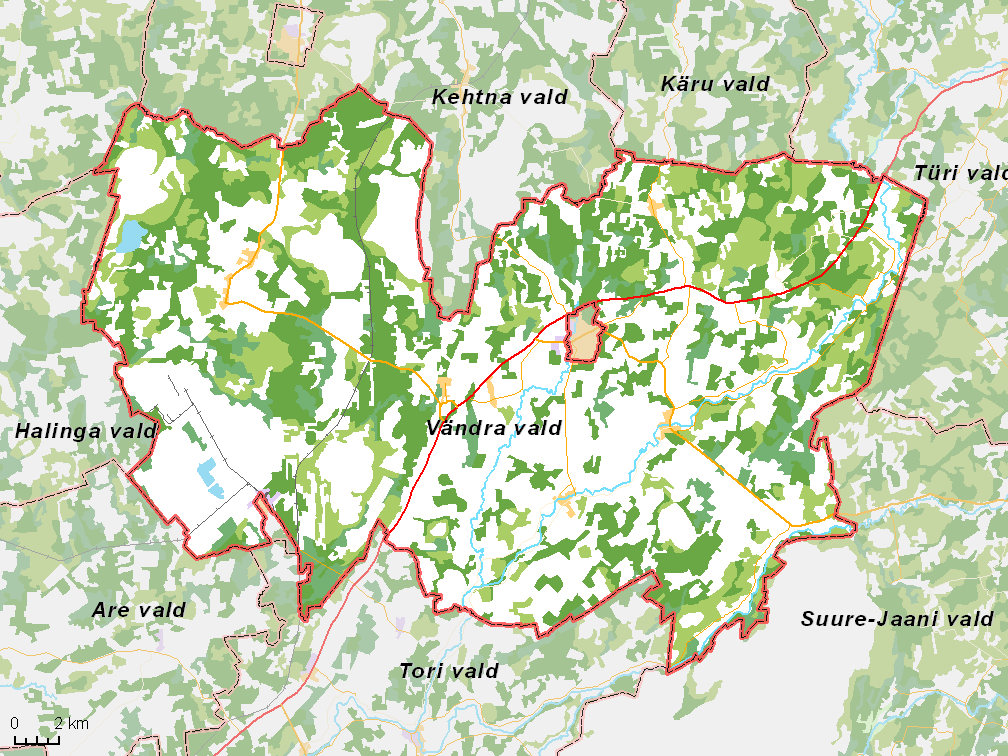
De gemeente Vändra met omliggende gemeenten, situatie begin 2017